# Landesregierung Ratzenböck I
Die Landesregierung Ratzenböck I unter Landeshauptmann Josef Ratzenböck (ÖVP) bildete die Oberösterreichische Landesregierung in der XXI. Gesetzgebungsperiode des Oberösterreichischen Landtags von der Wahl Ratzenböcks als Landeshauptmanns am 19. Oktober 1977 bis zum Ende der Gesetzgebungsperiode am 24. Oktober 1979. Der Landesregierung Ratzenböck I folgte die Landesregierung Ratzenböck II nach.
Mit dem Rückzug Wenzels als Landeshauptmann am 19. Oktober 1977 endete die Amtszeit der Landesregierung Wenzl II. Noch am selben Tag wurde der bisherige Landesrat Josef Ratzenböck zum Landeshauptmann gewählt und als neuer Landesrat Johann Winetzhammer angelobt. Bis auf eine Änderung blieb die Zusammensetzung der Regierung in der restlichen Amtsdauer unverändert, lediglich Johann Diwold musste nach Tod am 19. Mai 1978 ersetzt werden. Als Landesrat folgte ihm Leopold Hofinger nach, der am 29. Mai 1978 gewählt wurde.

## Regierungsmitglieder
| Amt                                                     | Name                 | Partei | Zuständigkeitsbereiche                                                                   |
| ------------------------------------------------------- | -------------------- | ------ | ---------------------------------------------------------------------------------------- |
| Landeshauptmann                                         | Josef Ratzenböck     | ÖVP    |                                                                                          |
| Landeshauptmann-Stellvertreter                          | Rupert Hartl         | SPÖ    |                                                                                          |
| Landeshauptmann-Stellvertreter                          | Gerhard Possart      | ÖVP    |                                                                                          |
| Landesrat                                               | Leopold Hofinger     | ÖVP    | Agrar-, Jagd-, Fischerei- und Feuerwehrwesen                                             |
| Landesrat                                               | Rudolf Trauner       | ÖVP    | Wirtschaft, Gewerbe, Fremdenverkehr, Energie, Staatsbürgerschaft und Wahlangelegenheiten |
| Landesrat                                               | Johann Winetzhammer  | ÖVP    | Bauwesen und Umwelt                                                                      |
| Landesrat                                               | Ernst Neuhauser      | SPÖ    |                                                                                          |
| Landesrat                                               | Hermann Reichl       | SPÖ    | Energierecht, Wasserrecht, Verkehrsgewerbe und Sozialwesen                               |
| Landesrat                                               | Josef Schützenberger | SPÖ    | Gesundheit und Naturschutz                                                               |
| Vorzeitig ausgeschiedene Mitglieder der Landesregierung |                      |        |                                                                                          |
| Landesrat                                               | Johann Diwold        | ÖVP    | Agrar                                                                                    |